# 383 (numero)
Trecentottantatré (383) è il numero naturale dopo il 382 e prima del 384.

## Proprietà matematiche
- È un numero dispari.
- È un numero difettivo.
- È un numero primo.
  - È un numero primo sicuro.
  - È un numero primo di Eisenstein.
  - È un numero primo troncabile a sinistra.
  - È un numero primo di Woodall.
- È un numero felice.
- È un numero palindromo e un numero ondulante nel sistema numerico decimale.
- È parte della terna pitagorica (383, 73344, 73345).
- È un numero malvagio.
- È un numero congruente.

## Astronomia
- 383P/Christensen è una cometa periodica del sistema solare.
- 383 Janina è un asteroide della fascia principale del sistema solare.

## Astronautica
- Cosmos 383 è un satellite artificiale russo.